# Skjalm Hvide
Skjalm Hvide, född 1034, död omkring 1113, var en dansk hövding på Rügen. Han var gift med Signe Asbjörnsdatter (död 1086).
Skjalm Hvide omnämns redan 1062 som deltagare i Slaget vid Nissan mellan Sven Estridsson och Harald Hårdråde. Omkring 1090 tågade han på egen hand mot venderna i Julin (Wolin) (Pommern) för att kräva hämnd på några sjörövare som överfallit och dräpt hans broder. Under Erik Ejegod blev han hövding på Rügen och var 1102–1107 fosterfader till kungens son Knud Lavard. Han dog omkring 1113.
Skjalm Hvide är den äldste kände medlemmen i den så kallade Hvideätten, som på 1100- och 1200-talen blev Danmarks mäktigaste adelssläkt och i synnerhet på Själland rik på gods samt länge nära förbunden med konungaätten.